# Axel Domont
Axel Domont (Valença, Droma, 7 d'agost de 1990) és un ciclista francès, professional des del 2013. Actualment corre a l'equip AG2R La Mondiale. Al Circuit de La Sarthe de 2014 aconseguí la seva primera victòria com a professional.

## Palmarès
- 2008
  - 1r al Tour de Valromey i vencedor d'una etapa
- 2012
  - 1r al Gran Premi de la vila de Buxerolles
  - Vencedor d'una etapa a la Toscana-Terra de ciclisme
- 2014
  - Vencedor d'una etapa al Circuit de la Sarthe

### Resultats al Giro d'Itàlia
- 2014. 58è de la classificació general
- 2015. 20è de la classificació general
- 2016. 50è de la classificació general

### Resultats a la Volta a Espanya
- 2016. 48è de la classificació general
- 2017. No surt (14a etapa)
- 2020. Abandona (2a etapa)

### Resultats al Tour de França
- 2017. 68è de la classificació general
- 2018. Abandona (4a etapa)